# Occultation (islam)
 (août 2018).
Si vous disposez d'ouvrages ou d'articles de référence ou si vous connaissez des sites web de qualité traitant du thème abordé ici, merci de compléter l'article en donnant les références utiles à sa vérifiabilité et en les liant à la section « Notes et références ».
Le concept d'occultation est la base de presque toutes les branches chiites, chacune ayant son imam caché. L'idée d'occultation est apparue pour la première fois vers l'an 700 (81 AH) avec les kaysanites, une secte chiite (aujourd'hui disparue) vivant à Koufa, pour qui Muhammad ibn al-Hanafiya, fils de `Alî et d'une de ses épouses, serait le quatrième imam ; il ne serait pas mort mais aurait été soustrait au monde et vivrait caché. 
Cependant, le concept d'occultation diffère selon les branches chiites : 
- Pour la majorité des chiites, les duodécimains notamment, le dernier imam n'est pas mort, mais a été occulté, en ghayba (غَيْبة [ġayba], absence ; éloignement ; disparition). Vivant dans un monde invisible, il est appelé l'imam caché, le Mahdi supposé revenir à la fin des temps, en compagnie du Messie (ʿĪsā). Cela correspond à une révélation faite à Fatima, fille de Mahomet : « elle sera à l'origine d'une lignée de sauveurs dont le dernier du même nom que son père et comblera la terre de justice et d'équité. »[réf. souhaitée]. Il y a deux degrés dans l'occultation : la petite occultation consiste à se cacher pour éviter les poursuites, et la grande occultation où l'imam n'a plus aucun contact avec les vivants bien qu'il soit considéré comme encore vivant. L'imam caché peut s'exprimer à travers des représentants (les imams  wakil) qui sont les imams parlants (nâtiq) appelés aussi ambassadeurs (safîr). Selon Sohrawardi, le mahdi est présent incognito, mais il ne peut révéler sa présence, car il perdrait immédiatement sa puissance spirituelle.
- Les ismaéliens ont un concept différent de l'occultation : la lignée des imams, soustraits au monde, se perpétue de père en fils dans le secret. Le Mahdi (comme c'est le cas du 11e imam Ubayd Allah) est donc un descendant du dernier imam connu. Seuls les quatre premiers se sont occultés. Chez les Tayyibi, les représentants de l'imam caché sont les dā`i al-Mutlaq. Le retour de l'imam ne présage pas la fin des temps.
- Les zaidites ne croient pas en l'occultation et estiment que tout descendant de Hassan (de préférence) ou de Hussein pourrait devenir imam et exercer ainsi le rôle d'un dirigeant visible et juste, appliquant la charî'a et s'élevant contre l'oppression et l'injustice.

## Ismaéliens
Les premiers imams ismaéliens sont restés cachés pour échapper à la répression abbasside. La période d'occultation débute avec IsmaÏl ben Ja`far, le septième imam chiite vers 760. 
Ubayd-Allah,  11e imam qui met fin à la période d'occultation, est considéré comme le Mahdi et premier calife fatimide par la plupart des ismaéliens (à l'exception des Qarmates et des Sabayyin)

- Pour les ismaéliens Nizârites, il n'y a pas eu de nouvelle période d'occultation. L'Aga Khan IV est l'imam actuel.
- Pour les ismaéliens Tayyibi (ou Bohras), une nouvelle période d'occultation commence après la mort du 20e imam Al-Amir vers 1130. Cette période d'occultation (appelée Satr) est toujours en cours. Le dernier imam connu est Abû al-Qâsim al-Tayyib.

## Duodécimains
Dans l'islam chiite duodécimain, Muhammad al-Mahdi, fils du onzième imam Hasan al-Askari, devient imam à la mort de son père empoisonné sur ordre du calife abbasside Al-Mutamid en 874  (260 AH). Devant la répression du califat abbasside contre les chiites, l'imam, alors âgé de 5 ans, se cache entre 874 et 941 (329 AH). Cette période est appelée l'occultation mineure.
Pendant cette occultation, un émissaire (le terme safîr, en arabe : سفیر, est généralement utilisé) se charge de relayer les questions et réponses entre les chiites duodécimains et l'imam. Quatre émissaires se succèdent entre 874 et 941 :
1. Uthman (873-880)
2. Abu Jafar (880-917)
3. Abu al-Qasim (917-938)
4. Abu al-Hassan (938-941)

D'autres termes sont utilisés pour désigner les émissaires : بَاب (bâb, porte) ou وَكِيل (wakîl, représentant).
Six jours avant sa mort, al-Samarri, le quatrième safîr reçoit, selon la tradition duodécimaine, une lettre de l'imam qui lui annonce qu'il va mourir et qu'il ne doit pas nommer de successeur. L'imam dit aussi que l'ère de l'occultation majeure commence où l'imam ne sera plus en contact avec les humains jusqu'à ce qu'Allah décide du contraire.

## Druzes
Pour les druzes c'est l'imam ismaélien et calife fatimide Al-Hakim bi-Amr Allah qui est le Mahdî, il a même le rang de divinité incarnée. Dans la mesure où cette croyance constitue du shirk, les druzes sont généralement perçus comme des ghulāt et des kouffar par les autres sectes chiites. 